# Шеси ле Пре
Шеси ле Пре (фр. Chessy-les-Prés) насеље је и општина у североисточној Француској у региону Шампањ-Арден, у департману Об која припада префектури Троа.
По подацима из 2011. године у општини је живело 530 становника, а густина насељености је износила 20,63 становника/km². Општина се простире на површини од 25,69 km². Налази се на средњој надморској висини од 130 метара.

## Демографија
| 1962. | 1968. | 1975. | 1982. | 1990. | 1999. | 2011. |
| ----- | ----- | ----- | ----- | ----- | ----- | ----- |
| 424   | 497   | 481   | 476   | 509   | 504   | 530   |

График промене броја становника у току последњих година